# Danmark i olympiska sommarspelen 1996
Danmark deltog med 119 deltagare vid de olympiska sommarspelen 1996 i Atlanta. Totalt vann de sex medaljer och slutade på nittonde plats i medaljligan.

## Medaljer

### Guld
- Poul-Erik Høyer Larsen - Badminton, singel
- Handbollslandslaget damer (Dorthe Tanderup, Gitte Madsen, Lene Rantala, Gitte Sunesen, Tonje Kjærgaard, Janne Kolling, Susanne Lauritsen, Conny Hamann, Anja Hansen, Anette Hoffman, Heidi Astrup, Tina Bøttzau, Marianne Florman, Anja Jul Andersen, Camilla Andersen och Kristine Andersen)
- Thomas Poulsen, Eskild Ebbesen, Victor Feddersen och Niels Henriksen - Rodd, fyra utan styrman lättvikt
- Kristine Roug - Segling, europaklass

### Silver
- Rolf Sørensen - Cykling, linjelopp

### Brons
- Trine Hansen - Rodd, singelsculler

## Boxning
Herrarnas weltervikt
- Hasan Al
  - Första omgången — Besegrade Rogelio Martínez (Dominikanska republiken)
  - Andra omgången — Besegrade Sergiy Dzindziruk (Ukraina), 10-4
  - Kvartsfinal — Förlorade mot Marian Simion (Rumänien), 8-16

Herrarnas mellanvikt
- Brian Johansen
  - Första omgången — Förlorade mot Dilshod Yarbekov (Uzbekistan)

## Cykling

### Landsväg
Herrarnas tempolopp
- Bjarne Riis
  - Final — 1:07:47 (→ 14:e plats)

- Rolf Sørensen
  - Final — startade inte (→ ingen placering)

### Bancykling
Herrarnas poänglopp
- Jan Bo Petersen
  - Final — 7 poäng (→ 18:e plats)

### Mountainbike
Herrarnas terränglopp
- Lennie Kristensen
  - Final — 2:26:02 (→ 7:e plats)

- Jan Erik Østergaard
  - Final — 2:34:30 (→ 18:e plats)

## Fotboll
Damer
Coach:  Keld Gantzhorn
| Nr | Pos. | Spelare                 | Född              | Ålder | Caps | Klubb               | Spelade matcher | Mål | Spelade minuter | Sub off | Sub on | Kort: gult/rött |
| -- | ---- | ----------------------- | ----------------- | ----- | ---- | ------------------- | --------------- | --- | --------------- | ------- | ------ | --------------- |
| 1  | GK   | Dorthe Larsen           | 8 augusti 1969    | 26    | 31   | Fortuna Hjørring    | 3               | 0   | 270             | 0       | 0      | 0               |
| 2  | DF   | Annette Laursen         | 26 februari 1975  | 21    | 17   | HEI Århus           | 3               | 0   | 73              | 1       | 1      | 0               |
| 3  | DF   | Bonny Madsen            | 10 augusti 1967   | 28    | 55   | Lugo                | 3               | 0   | 270             | 0       | 0      | 0               |
| 4  | DF   | Kamma Flæng             | 30 mars 1976      | 20    | 21   | HEI Århus           | 3               | 0   | 270             | 0       | 0      | 1               |
| 5  | DF   | Rikke Holm              | 22 mars 1972      | 24    | 39   | OB                  | 3               | 0   | 270             | 0       | 0      | 1               |
| 6  | MF   | Christina Petersen      | 17 september 1974 | 21    | 24   | Fortuna Hjørring    | 3               | 0   | 243             | 2       | 0      | 0               |
| 7  | MF   | Birgit Christensen      | 31 maj 1976       | 20    | 24   | ?                   | 3               | 0   | 270             | 0       | 0      | 0               |
| 8  | MF   | Lisbet Kolding          | 6 april 1965      | 31    | 64   | HEI Århus           | 2               | 0   | 158             | 1       | 0      | 0               |
| 9  | FW   | Helle Jensen            | 23 mars 1969      | 27    | 74   | Fortuna Hjørring    | 3               | 1   | 135             | 1       | 2      | 0               |
| 10 | FW   | Gitte Krogh             | 13 maj 1977       | 19    | 28   | HEI Århus           | 3               | 0   | 260             | 1       | 0      | 1               |
| 11 | FW   | Lene Madsen             | 11 mars 1973      | 23    | 26   | ?                   | 3               | 1   | 183             | 1       | 0      | 0               |
| 12 | DF   | Lene Terp               | 15 april 1973     | 23    | 26   | Vejle BK            | 3               | 0   | 270             | 0       | 0      | 0               |
| 13 | MF   | Anne Dot Eggers Nielsen | 6 november 1975   | 20    | 30   | IK Skovbakken       | 3               | 0   | 225             | 0       | 0      | 0               |
| 14 | MF   | Merete Pedersen         | 30 juni 1973      | 23    | 10   | OB                  | 1               | 0   | 21              | 0       | 1      | 0               |
| 15 | FW   | Christine Bonde         | 28 september 1973 | 22    | 15   | Fortuna Hjørring    | 2               | 0   | 52              | 1       | 1      | 0               |
| 16 | GK   | Helle Bjerregaard       | 21 juni 1968      | 28    | 56   | Rødovre BK          | 0               | 0   | 0               | 0       | 0      | 0               |
| 17 | GK   | Christina Jensen        | 21 januari 1974   | 22    | 1    | OB                  | 0               | 0   | 0               | 0       | 0      | 0               |
| 18 | MF   | Louise Hansen           | 4 maj 1975        | 21    | 6    | TSV Siegen          | 0               | 0   | 0               | 0       | 0      | 0               |
| 19 | FW   | Irene Stelling          | 25 juli 1971      | 24    | 49   | Hartford University | 0               | 0   | 0               | 0       | 0      | 0               |

Gruppspel
| Rank | Lag     | Spelade | Vinster | Oavgjorda | Förluster | Gjorda mål | Insläppta mål | Poäng |  | Kina | USA | Sverige | Danmark |
| ---- | ------- | ------- | ------- | --------- | --------- | ---------- | ------------- | ----- |  | ---- | --- | ------- | ------- |
| 1.   | Kina    | 3       | 2       | 1         | 0         | 7          | 1             | 7     |  | X    | 0:0 | 2:0     | 5:1     |
| 2.   | USA     | 3       | 2       | 1         | 0         | 5          | 1             | 7     |  | 0:0  | X   | 2:1     | 3:0     |
| 3.   | Sverige | 3       | 1       | 0         | 2         | 4          | 5             | 3     |  | 0:2  | 1:2 | X       | 3:1     |
| 4.   | Danmark | 3       | 0       | 0         | 3         | 2          | 11            | 0     |  | 1:5  | 0:3 | 1:3     | X       |

## Friidrott
Herrarnas 20 kilometer gång
- Claus Jørgensen
  - Final —  1.25:28 (→ 29:e plats)

Herrarnas stavhopp
- Martin Voss
  - Kval — 5,40m (→ gick inte vidare)

Herrarnas slättkastning
- Jan Bielecki
  - Kval — 69,40m (→ gick inte vidare)

Damernas 5 000 meter
- Nina Christiansen
  - Kval — 15:56,38 (→ gick inte vidare)

Damernas längdhopp
- Renata Nielsen
  - Kval — ingen notering (→ gick inte vidare)

Damernas spjutkastning
- Jette Jeppesen
  - Kval — 56,16m (→ gick inte vidare)

Damernas maraton
- Gitte Karlshøj — fullföljde inte (→ ingen placering)

## Fäktning
Damernas värja
- Eva Fjellerup

## Handboll
Damer
Gruppspel
| Lag     | Pld | W | D | L | GF | GA | GD  | Poäng |
| ------- | --- | - | - | - | -- | -- | --- | ----- |
| Danmark | 3   | 3 | 0 | 0 | 89 | 62 | +27 | 6     |
| Ungern  | 3   | 2 | 0 | 1 | 81 | 70 | +11 | 4     |
| Kina    | 3   | 1 | 0 | 2 | 71 | 83 | −12 | 2     |
| USA     | 3   | 0 | 0 | 3 | 64 | 90 | −26 | 0     |

| Resultat | Danmark | Ungern | Kina  | USA   |
| -------- | ------- | ------ | ----- | ----- |
| Danmark  |         | 27–22  | 33–21 | 29–19 |
| Ungern   | 22–27   |        | 29–19 | 30–24 |
| Kina     | 21–33   | 19–29  |       | 31–21 |
| USA      | 19–29   | 24–30  | 21–31 |       |

Slutspel
|  | Semifinaler | Semifinaler |    |        | Final      | Final |  |
|  |             |             |    |        |            |       |  |
|  |             |             |    |        |            |       |  |
|  | Danmark     | 23          |    |        |            |       |  |
|  | Norge       | 19          |    |        |            |       |  |
|  |             |             |    |        |            |       |  |
|  |             |             |    |        |            |       |  |
|  |             |             |    |        | Danmark    | 37    |  |
|  |             | Sydkorea    | 33 |        |            |       |  |
|  |             |             |    |        |            |       |  |
|  |             |             |    |        |            |       |  |
|  |             |             |    |        | Bronsmatch |       |  |
|  |             |             |    |        |            |       |  |
|  | Ungern      | 25          |    | Ungern | 20         |       |  |
|  | Sydkorea    | 39          |    |        | Norge      | 18    |  |

## Tennis
Herrsingel
- Frederik Fetterlein
  - Första omgången — Besegrade Jacco Eltingh (Nederländerna)  6-4 4-6 8-6
  - Andra omgången — Förlorade mot Marc Rosset (Schweiz) 6-7 5-7
- Kenneth Carlsen
  - Första omgången — Besegrade Mark Knowles (Bahamas) 7-5 6-3
  - Andra omgången — Besegrade Jason Stoltenberg (Australien) 6-2 3-6 6-3
  - Tredje omgången — Förlorade mot MaliVai Washington (USA) 7-6 0-6 2-6